# 1. Würzburger Fußballverein 04 1979-1980
Questa voce raccoglie le informazioni riguardanti il 1. Würzburger Fußballverein 04 nelle competizioni ufficiali della stagione 1979-1980.

## Stagione
Nella stagione 1979-1980 il FV Würzburg 04, allenato da Dieter Feldhoff, Heinz Bewersdorf, Helmut Siebert e István Sztáni, concluse il campionato di 2. Bundesliga al 21º posto. In Coppa di Germania il FV Würzburg 04 fu eliminato al secondo turno dall'Homburg.

## Rosa
| N. |                     | Ruolo | Calciatore        |
| -- | ------------------- | ----- | ----------------- |
|    | Serbia (bandiera)   | P     | Radovan Adzic     |
|    | Germania (bandiera) | P     | Hans-Georg Schur  |
|    | Germania (bandiera) | D     | Rainer Dörr       |
|    | Germania (bandiera) | D     | Karl-Heinz Fesel  |
|    | Germania (bandiera) | D     | Bernd Göbel       |
|    | Germania (bandiera) | D     | Friedhelm Groppe  |
|    | Germania (bandiera) | D     | Gerhard Skalka    |
|    | Germania (bandiera) | D     | Sepp Weiß         |
|    | Germania (bandiera) | C     | Jürgen Blank      |
|    | Germania (bandiera) | C     | Harald Borngräber |
|    | Germania (bandiera) | C     | Detlef Bruckhoff  |

| N. |                     | Ruolo | Calciatore         |
| -- | ------------------- | ----- | ------------------ |
|    | Germania (bandiera) | C     | Günter Fürhoff     |
|    | Germania (bandiera) | C     | Reinhold Metzger   |
|    | Germania (bandiera) | C     | Heribert Müller    |
|    | Germania (bandiera) | C     | Erich Schmitt      |
|    | Germania (bandiera) | C     | Alexander Schwarz  |
|    | Germania (bandiera) | C     | Manfred Storch     |
|    | Germania (bandiera) | C     | Uli Waidner        |
|    | Germania (bandiera) | C     | Günther Weiß       |
|    | Serbia (bandiera)   | A     | Stjepan Milardovic |
|    | Germania (bandiera) | A     | Klaus Sterz        |
|    | Germania (bandiera) | A     | Walter Szaule      |

## Organigramma societario
Area tecnica
- Allenatore: István Sztáni
- Allenatore in seconda: Helmut Siebert
- Preparatore dei portieri:
- Preparatori atletici:

## Calciomercato

### Sessione estiva
| Acquisti | Acquisti           | Acquisti       | Acquisti |
| R.       | Nome               | da             | Modalità |
| -------- | ------------------ | -------------- | -------- |
| D        | Rainer Dörr        | Augusta        |          |
| C        | Reinhold Metzger   | Schweinfurt 05 |          |
| A        | Stjepan Milardovic | St. Pauli      |          |
| C        | Heribert Müller    | Paderborn      |          |

| Cessioni | Cessioni          | Cessioni         | Cessioni |
| R.       | Nome              | a                | Modalità |
| -------- | ----------------- | ---------------- | -------- |
| C        | Ludwig Herold     | Kickers Würzburg |          |
| A        | Erich Kielwein    | Ulma             |          |
| C        | Hermann Obenhuber | FV Lauda         |          |

### Sessione invernale
| Acquisti | Acquisti | Acquisti | Acquisti |
| R.       | Nome     | da       | Modalità |
| -------- | -------- | -------- | -------- |

| Cessioni | Cessioni | Cessioni | Cessioni |
| R.       | Nome     | a        | Modalità |
| -------- | -------- | -------- | -------- |

## Risultati

### 2. Bundesliga

#### Girone di andata
| Würzburg 28 luglio 1979 1ª giornata | FV Würzburg 04 | 0 – 0 referto | Karlsruhe | Stadion an der Frankfurter Straße (6 000 spett.)\| Arbitro: \| Regneri \| |
| Arbitro:                            | Regneri        |               |           |                                                                           |

| Arbitro: | Kinzinger |

|            |           |                       |
| Schenk 79’ | Marcatori | 27’ Schmitt 59’ Sterz |

| Arbitro: | Theobald |

|  |           |                           |
|  | Marcatori | 26’ Seiler 90’ Kleppinger |

| Arbitro: | Vielsack |

|                                           |           |  |
| Sandhowe 42’ (rig.) Sarroca 47’ Klein 86’ | Marcatori |  |

| Arbitro: | Treib |

|  |           |                               |
|  | Marcatori | 22’ Heidenreich 59’ Oberacher |

| Arbitro: | Jupe |

|                             |           |  |
| Heck 4’ Hoffmann 70’ (rig.) | Marcatori |  |

| Arbitro: | Föckler |

|                               |           |                           |
| Groppe 35’ (rig.) Schmitt 85’ | Marcatori | 17’ Ettmayer 80’ Wilhelmi |

| 15 settembre 1979 8ª giornata |  | – Turno di riposo |  |  |

| Arbitro: | Wilhelmi |

|                                        |           |  |
| Weiß 20’ Schmitt 24’ Groppe 41’ (rig.) | Marcatori |  |

| Arbitro: | Hellwig |

|                                           |           |  |
| Hermandung 4’ Lüders 25’, 40’ Müllner 31’ | Marcatori |  |

| Arbitro: | Sahner |

|                      |           |                  |
| Miles 14’ Kohnle 77’ | Marcatori | 61’ (aut.) Meier |

| Stoccarda 20 ottobre 1979 12ª giornata | Kickers Stoccarda | 0 – 0 referto | FV Würzburg 04 | Kickers-Stadion (4 500 spett.)\| Arbitro: \| Schumann \| |
| Arbitro:                               | Schumann          |               |                |                                                          |

| Arbitro: | Dölfel |

|  |           |           |
|  | Marcatori | 62’ Bittl |

| Arbitro: | Ross |

|                                |           |  |
| Brendel 57’ Größler 88’ (rig.) | Marcatori |  |

| Arbitro: | Jupe |

|                |           |           |
| Milardovic 74’ | Marcatori | 83’ Kling |

| Arbitro: | Brückner |

|         |           |             |
| Hein 3’ | Marcatori | 20’ Schwarz |

| Arbitro: | Brehm |

|  |           |               |
|  | Marcatori | 65’ Kirschner |

| Arbitro: | Quindeau |

|                                |           |             |
| Müller 42’ (rig.) Hoffmann 89’ | Marcatori | 40’ Schmitt |

| Arbitro: | Jupe |

|                                          |           |  |
| Schmitt 8’, 89’ Milardovic 81’ Göbel 85’ | Marcatori |  |

| Arbitro: | Schmoock |

|  |           |             |
|  | Marcatori | 49’ Schwarz |

| Arbitro: | Correll |

|                            |           |                       |
| Schwarz 28’ Milardovic 65’ | Marcatori | 59’ Wesseler 67’ Klag |

#### Girone di ritorno
| Arbitro: | Nickel |

|             |           |               |
| Günther 68’ | Marcatori | 83’ Bruckhoff |

| Arbitro: | Langhans |

|                    |           |                                |
| Schwarz 48’ (rig.) | Marcatori | 23’, 61’ Sommer 82’ Weißberger |

| Arbitro: | Treib |

|                                |           |           |
| Kalb 9’ Neumann 16’ Wagner 54’ | Marcatori | 12’ Göbel |

| Arbitro: | Pickard |

|                                    |           |                                                              |
| Schwarz 35’ (rig.), 81’ Szaule 87’ | Marcatori | 58’ Sarroca 65’ Sandhowe 75’ Hofmann 78’ Schneider 89’ Klein |

| Arbitro: | Jupe |

|                            |           |                    |
| Susser 63’ Beierlorzer 77’ | Marcatori | 90’ (rig.) Schwarz |

| Arbitro: | Dücker |

|                                             |           |  |
| Milardovic 47’ Traser 56’ (aut.) Szaule 68’ | Marcatori |  |

| Arbitro: | Quindeau |

|                                                                               |           |                              |
| Ludwig 22’, 37’, 42’, 48’, 90’ Metzler 26’, 57’ Ettmayer 60’ Poulsen 61’, 79’ | Marcatori | 16’ Bruckhoff 81’ Milardovic |

| 15 marzo 1980 29ª giornata |  | – Turno di riposo |  |  |

| Arbitro: | Sahner |

|            |           |             |
| Stetter 3’ | Marcatori | 83’ Fürhoff |

| Arbitro: | Wohlfarth |

|               |           |                  |
| Milardovic 1’ | Marcatori | 43’ Michelberger |

| Arbitro: | Ferro |

|  |           |                                              |
|  | Marcatori | 33’ Schrade 39’ Miles 61’, 78’ (rig.) Kohnle |

| Arbitro: | Kuhn |

|                                            |           |  |
| Mattern 16’, 89’ Priester 87’ Wesseler 90’ | Marcatori |  |

| Arbitro: | Messmer |

|  |           |              |
|  | Marcatori | 17’ Allgöwer |

| Arbitro: | Röder |

|                                             |           |                    |
| Killmaier 23’ Dörr 46’ (aut.) Schwemmle 54’ | Marcatori | 60’, 67’ Bruckhoff |

| Arbitro: | Schmidhuber |

|  |           |               |
|  | Marcatori | 3’, 67’ Brand |

| Arbitro: | Correll |

|                     |           |                 |
| Krause 28’ Bein 52’ | Marcatori | 26’ (rig.) Weiß |

| Arbitro: | Brehm |

|  |           |                               |
|  | Marcatori | 68’ Schlindwein 70’ Respondek |

| Arbitro: | Vielsack |

|              |           |  |
| Stempfle 38’ | Marcatori |  |

| Arbitro: | Quindeau |

|                                             |           |           |
| Weiß 9’ Schwarz 19’ Metzger 46’ Schmitt 84’ | Marcatori | 34’ Spohr |

| Arbitro: | Walz |

|                                                               |           |             |
| Schüler 30’ Deinert 48’ (rig.) Reich 66’, 85’ Tochtermann 70’ | Marcatori | 84’ Schmitt |

| Arbitro: | Kinzinger |

|                        |           |                                    |
| Schmitt 38’ Skalka 57’ | Marcatori | 12’ Subklewe 35’ Warken 59’ Gruler |

### Coppa di Germania
| Arbitro: | Ross |

|                          |           |                                    |
| Hausberger 80’ Köpfl 83’ | Marcatori | 5’ Bruckhoff 44’ Müller 91’ Groppe |

| Arbitro: | Kühne |

|                                                             |           |  |
| Quasten 8’ (rig.), 49’ (rig.) Demange 11’ Gink 69’ Grau 78’ | Marcatori |  |

## Statistiche

### Statistiche di squadra
| Competizione      | Punti | In casa | In casa | In casa | In casa | In casa | In casa | In trasferta | In trasferta | In trasferta | In trasferta | In trasferta | In trasferta | Totale | Totale | Totale | Totale | Totale | Totale | DR  |
| Competizione      | Punti | G       | V       | N       | P       | Gf      | Gs      | G            | V            | N            | P            | Gf           | Gs           | G      | V      | N      | P      | Gf     | Gs     | DR  |
| ----------------- | ----- | ------- | ------- | ------- | ------- | ------- | ------- | ------------ | ------------ | ------------ | ------------ | ------------ | ------------ | ------ | ------ | ------ | ------ | ------ | ------ | --- |
| 2. Bundesliga     | 21    | 20      | 4       | 5       | 11      | 26      | 33      | 20           | 2            | 4            | 14           | 16           | 49           | 40     | 6      | 9      | 25     | 42     | 82     | -40 |
| Coppa di Germania | -     | 0       | 0       | 0       | 0       | 0       | 0       | 2            | 1            | 0            | 1            | 3            | 7            | 2      | 1      | 0      | 1      | 3      | 7      | -4  |
| Totale            | 21    | 20      | 4       | 5       | 11      | 26      | 33      | 22           | 3            | 4            | 15           | 19           | 56           | 42     | 7      | 9      | 26     | 45     | 89     | -44 |

### Andamento in campionato
| Giornata  | 1  | 2 | 3  | 4  | 5  | 6  | 7  | 8  | 9  | 10 | 11 | 12 | 13 | 14 | 15 | 16 | 17 | 18 | 19 | 20 | 21 | 22 | 23 | 24 | 25 | 26 | 27 | 28 | 29 | 30 | 31 | 32 | 33 | 34 | 35 | 36 | 37 | 38 | 39 | 40 | 41 | 42 |
| --------- | -- | - | -- | -- | -- | -- | -- | -- | -- | -- | -- | -- | -- | -- | -- | -- | -- | -- | -- | -- | -- | -- | -- | -- | -- | -- | -- | -- | -- | -- | -- | -- | -- | -- | -- | -- | -- | -- | -- | -- | -- | -- |
| Luogo     | C  | T | C  | T  | C  | T  | C  |    | C  | T  | T  | T  | C  | T  | C  | T  | C  | T  | C  | T  | C  | T  | C  | T  | C  | T  | C  | T  |    | T  | C  | C  | T  | C  | T  | C  | T  | C  | T  | C  | T  | C  |
| Risultato | N  | V | P  | P  | P  | P  | N  |    | V  | P  | P  | N  | P  | P  | N  | N  | P  | P  | V  | V  | N  | N  | P  | P  | P  | P  | V  | P  |    | N  | N  | P  | P  | P  | P  | P  | P  | P  | P  | V  | P  | P  |
| Posizione | 10 | 3 | 13 | 16 | 19 | 19 | 18 | 19 | 17 | 18 | 19 | 18 | 18 | 18 | 19 | 18 | 19 | 20 | 19 | 19 | 19 | 19 | 20 | 20 | 20 | 20 | 20 | 20 | 20 | 20 | 20 | 20 | 20 | 20 | 20 | 21 | 21 | 21 | 21 | 20 | 20 | 21 |

Legenda:

Luogo: C = Casa; T = Trasferta. Risultato: V = Vittoria; N = Pareggio; P = Sconfitta.

### Statistiche dei giocatori
| Giocatore     | 2. Bundesliga | 2. Bundesliga | 2. Bundesliga | 2. Bundesliga | Coppa di Germania | Coppa di Germania | Coppa di Germania | Coppa di Germania | Totale   | Totale | Totale      | Totale     |
| Giocatore     | Presenze      | Reti          | Ammonizioni   | Espulsioni    | Presenze          | Reti              | Ammonizioni       | Espulsioni        | Presenze | Reti   | Ammonizioni | Espulsioni |
| ------------- | ------------- | ------------- | ------------- | ------------- | ----------------- | ----------------- | ----------------- | ----------------- | -------- | ------ | ----------- | ---------- |
| R. Adzic      | 2             | 0             | 0             | 0             | 0                 | 0                 | 0                 | 0                 | 2        | 0      | 0           | 0          |
| J. Blank      | 0             | 0             | 0             | 0             | 0                 | 0                 | 0                 | 0                 | 0        | 0      | 0           | 0          |
| H. Borngräber | 38            | 0             | 7             | 0             | 2                 | 0                 | 0                 | 0                 | 40       | 0      | 7           | 0          |
| D. Bruckhoff  | 30            | 4             | 4             | 0             | 2                 | 1                 | 0                 | 0                 | 32       | 5      | 4           | 0          |
| R. Dörr       | 25            | 0             | 3             | 0             | 0                 | 0                 | 0                 | 0                 | 25       | 0      | 3           | 0          |
| K. Fesel      | 18            | 0             | 3             | 0             | 2                 | 0                 | 2                 | 0                 | 20       | 0      | 5           | 0          |
| G. Fürhoff    | 32            | 1             | 1             | 0             | 1                 | 0                 | 0                 | 0                 | 33       | 1      | 1           | 0          |
| F. Groppe     | 31            | 2             | 4             | 0             | 2                 | 1                 | 0                 | 0                 | 33       | 3      | 4           | 0          |
| B. Göbel      | 27            | 2             | 2             | 0             | 2                 | 0                 | 1                 | 0                 | 29       | 2      | 3           | 0          |
| R. Metzger    | 23            | 1             | 2             | 0             | 1                 | 0                 | 0                 | 0                 | 24       | 1      | 2           | 0          |
| S. Milardovic | 32            | 6             | 4             | 0             | 1                 | 0                 | 0                 | 0                 | 33       | 6      | 4           | 0          |
| H. Müller     | 12            | 0             | 2             | 0             | 1                 | 1                 | 0                 | 0                 | 13       | 1      | 2           | 0          |
| E. Schmitt    | 33            | 9             | 1             | 0             | 1                 | 0                 | 0                 | 0                 | 34       | 9      | 1           | 0          |
| H. Schur      | 39            | 0             | 0             | 0             | 2                 | 0                 | 1                 | 0                 | 41       | 0      | 1           | 0          |
| A. Schwarz    | 29            | 8             | 4             | 0             | 1                 | 0                 | 0                 | 0                 | 30       | 8      | 4           | 0          |
| G. Skalka     | 19            | 1             | 2             | 0             | 0                 | 0                 | 0                 | 0                 | 19       | 1      | 2           | 0          |
| K. Sterz      | 17            | 1             | 1             | 0             | 2                 | 0                 | 0                 | 1                 | 19       | 1      | 1           | 1          |
| M. Storch     | 10            | 0             | 0             | 0             | 1                 | 0                 | 0                 | 0                 | 11       | 0      | 0           | 0          |
| W. Szaule     | 16            | 2             | 1             | 0             | 2                 | 0                 | 0                 | 0                 | 18       | 2      | 1           | 0          |
| U. Waidner    | 1             | 0             | 0             | 0             | 0                 | 0                 | 0                 | 0                 | 1        | 0      | 0           | 0          |
| G. Weiß       | 28            | 2             | 1             | 0             | 2                 | 0                 | 0                 | 0                 | 30       | 2      | 1           | 0          |
| J. Weiß       | 38            | 1             | 0             | 0             | 1                 | 0                 | 0                 | 0                 | 39       | 1      | 0           | 0          |